# گچویه
گچویه از روستاهای منطقهٔ فرامرزان از توابع بخش جناح شهرستان بستک استان هرمزگان در جنوب ایران است.

## محدوده گچویه
از شمال رودخانه مهران، از جنوب کوه گچویه و کوه داربست، از مغرب روستای کمشک و از سمت مشرق به روستای داربست محدود گردد.

## جمعیت
جمعیت این روستا بر اساس سرشماری سال ۱۳۸۵ جمعیت آن ۸۹۱ نفر (۱۷۴ خانوار)
بوده‌است. تمامی مردم گچویه  از اهل سنت و از پیروان امام محمد ادریس شافعی هستند. دارا مسجد، آب‌انبار (برکه) و دبستان می‌باشد.

## نام
به علت فراوانی معدن گچ در آغاز روستا «گچو» نامیده می‌شده‌است که به مرور زمان به «گچویه» تبدیل شده‌است. پسوند -و یا -ویه یک پسوند نسبی بسیار کهن پارسی است که در نامگذاری روستاهای استان‌های کرمان، هرمزگان، یزد و فارس به فراوانی دیده می‌شود. این پسوند همچنین در نام اشخاص در ایران باستان زیاد دیده می‌شود همچون «برزویه» (مربوط به بُرز و بلندی)، «دادویه» (مربوط به داد و قانون)، «سیبویه» (مربوط به سیب)، «مشکویه» (مربوط به مُشک) و غیره.

## امکانات
دارای مسجد، دبستان، برق، لوله کشی آب، وآب‌انبار (برکه)می‌باشد.
دارای ۵۰۰۰ اصله نخل دیم و حدود ۵۰۰۰ (۲۰ هزار کیلو) زمین زیر کشت دیم دارد. یک قناتی قدیمی در جنوب مدخل روستا واقع است به نام «چاه وَهبَ» از چاه مادر این قنات برای لوله کشی آب روستا استفاده می‌شود، نیز در ۲ کیلومتری روستا آثار قناتی به چشم می‌خورد که به نام «مهمانی» معروف است ولی بایر است.

## بزرگان گچویه
گچویه در طول زمان‌های گذشته زادگاه افراد برجسته‌ای بوده که بارزترین آن‌ها عبارت‌اند از:
- 1. استاد عبدالرحمان فرامرزی، نویسنده بزرگ معاصر و استاد دانشگاه، چند دوره وکیل مجلس شورای ملی، وکیل پایه یک دادگستری و مدیر روزنامه کیهان، وی در سال ۱۲۷۶ هجری شمسی در گچویه دیده به جهان گشود و در سال ۱۳۵۱ هجری شمسی در تهران درگذشت.
  2. استاد احمد فرامرزی، رئیس دیوان محاسبات، وکیل مجلس، و مدیر روزنامه خاور بودند، ایشان چند جلد کتاب در مورد منطقه جنوب تألیف کرده بودند، وی در سال ۱۳۰۶ هجری قمری در گچویه متولد شده بودند، و در سال ۱۳۸۱ هجری قمری در تهران فوت کردند.
  3. آقای حسن فرامرزی، نویسنده و مترجم چیره‌دست خطهٔ جنوب.
  4. شیخ عبدالله فرامرزی، زاده سال ۱۳۱۵ هجری قمری در گچویه که در ۱۳۴۶ هجری قمری در تهران درگذشت.
  5. شیخ عبدالرحیم محمد گچوئی، دانشور و خطیب که نزد علامه سلطان‌العلماء فارغ‌التحصیل شده بود.
  6. شیخ عبدالقادر بستکی سرسلسله خوانین و مشایخ (بستک) بنی عباسی. آرامگاه او در گچویه واقع است.[۸]

شیخ عبدالقادر بستکی عباسی، در اواخر عمر که بیشتر اوقات در حالت اعتکاف در مسجد و به نیایش و ریاضت مشغول بود تصمیم گرفت که دور از اغیار به حال تجرد بسر برد، وی در سال ۱۱۳۵ هجری قمری از بستک به روستای گچویه آمد و یک سال هم در مسجد گچویه معتکف و مشغول عبادت و ریاضت بود، شیخ احمد مدنی بن شیخ حسن مدنی از او پرستاری کرده و تا واپسین دم مرگ او را تنها نگذاشت چون در بستر بیماری افتاد کلیه برادران و جمعی از مشایخ و مریدانش به گچویه آمده و بر بالین بسترش حاضر شدند.
در حین بیماری مردم را به پارسایی و یگانگی و نیایش و برادری و جلوگیری از انحراف توصیه می‌نمود، تا اینکه در ماه شوال سال ۱۱۳۶ هجری قمری درگذشت و در گچویه دفن شد.
در مرثیه و ساخت بارگاه شیخ عبدالقادر چنین آمده‌است:
| پایه طاق سپهر است این مقام دلگشا       |  | یا حریم روضه خلد است این عالی بناء       |
| یا دری از مشهد خاص ملایک گشته باز      |  | یا دری از مشهد خاص ملایک گشته باز        |
| بارگاه قدر جاه شیخ عبدالقادر است       |  | کش نهم طاق فلک چون سایه آمد زیر پا       |
| نائب خاص ابوالنور است او یعنی حسن      |  | شیخ مرشد، گمرهان را، شیخ دین شد رهنما    |
| دعوت از خوان طریقت ساخت بهر خاص و عام  |  | زد صلا بر هرکه رغبت داشت در این مهمانسرا |
| از امور شرح احمد وز طریق نقشبند        |  | آنچه لازم بود تمام آورد چون مردان بجا    |
| چون خطاب ارجعی بر گوش هوشش باز شد      |  | کرد پرواز مرغ روحش زین جهان تنگنا        |
| در هزار و یکصد سی سال و با شش چون گذشت |  | بعد هجرت رفت بیرون برد از این دارالفناء  |
| شهر شوال المکرم بود کان مولای دهر      |  | مشعل نور از زمین شد وارد ملک سماء        |

شیخ عبدالقادر بستکی بن شیخ حسن بستکی عباسی، سردودمان مشایخ و خوانین بنی عباسی است که در بستک و منطقه حکمرانی کرده‌است، گرفته از اولین حاکم که به نام شیخ محمد معروف به « شیخ محمد دیده بان » تا آخرین حکمران منطقه و خان بستک که به نام محمداعظم خان بنی عباسی معروف بودند، این خاندان در طول سیصد سال بر بستک و جهانگیریه فرمانروائی کرده بودند.

## فهرست منابع و مآخذ
- محمدیان، کوخردی، محمد،  «شهرستان بستک و بخش کوخرد» ، ج۱. چاپ اول، دبی: سال انتشار ۲۰۰۵ میلادی.
- عباسی، قلی، مصطفی،  «بستک وجهانگیریه» ، چاپ اول، تهران: ناشر: شرکت انتشارات جهان معاصر، سال ۱۳۷۲ خورشیدی.
- سلامی، بستکی، احمد.  (بستک در گذرگاه تاریخ)  ج۲ چاپ اول، ۱۳۷۲ خورشیدی.
- نگاره‌ها از: احمد سلمان گوده‌ای و محمد محمدیان کوخِردی.
- بالود، محمد.  (فرهنگ عامه در منطقه بستک)  ناشر همسایه، چاپ زیتون، انتشار سال ۱۳۸۴ خورشیدی.
- مهندس: موحد، جمیل. (بستک و خلیج فارس) چاپ اول، تهران: سال انتشار ۱۳۴۳ خورشیدی.
- بالود، محمد.  (فرهنگ عامه در منطقه بستک)  ناشر همسایه، چاپ زیتون، انتشار سال ۱۳۸۴ خورشیدی.
- الکوخردی، محمد، بن یوسف، (کُوخِرد حَاضِرَة اِسلامِیةَ عَلی ضِفافِ نَهر مِهران Kookherd, an Islamic District on the bank of Mehran River) الطبعة الثالثة، دبی: سنة ۱۹۹۷ للمیلاد.
- بختیاری، سعید،  «اتواطلس ایران» ، “ مؤسسه جغرافیایی وکارتگرافی گیتاشناسی، بهار ۱۳۸۴ خورشیدی.
- چمن پیرا، ناصر پاییز ۱۳۷۴ خورشیدی.
- محمد، صدیق «تارخ فارس» صفحه‌های (۵۰ ـ ۵۱ ـ ۵۲ ـ ۵۳)، چاپ سال ۱۹۹۳ میلادی.
- اطلس گیتاشناسی استان‌های ایران [Atlas Gitashenasi Ostanhai Iran] (Gitashenasi Province Atlas of Iran)